# Маркулешты
Маркуле́шты (также Мэркулешть; рум. Mărculeşti) — город в Флорештском районе Молдавии. Железнодорожная станция. Прежнее название — Старовка.

## География
Расположен на левом берегу реки Реут, на расстоянии 7 км от райцентра Флорешть, к северо-востоку от столицы Молдавии — Кишинёва.

## История
В прошлом — еврейская земледельческая колония. Основана 25 мая 1837 года на 504 десятинах земли сорокского исправника Семёна Старова и в течение 12 лет заселена переселенцами из Подольской губернии, освобождёнными на 10 лет от поземельного налога и на 25 лет от рекрутской повинности.
В 1861 колония насчитывает 70 домашних хозяйств, 713 жителей и две синагоги. В 1897 году — 1339 жителей, из которых 1336, или 99,8 %, евреи. В 1902 открыта еврейская начальная школа. 20 декабря 1917 года в Маркулештах учинён еврейский погром отступающей из Лемберга 158 Украинской дивизией.
В 1919 году — около 500 семей, из которых около 20 % занимаются земледелием. Действуют пять хедеров и две школы. В 1923—285 домов, население 5433 душ. Действуют народный банк, потребительский кооператив, паровая мельница, промышленные цеха, начальные школы и лицей. В 1930 году в Маркулештах проживало 2337 евреев (87,4 % от всего населения).
8 июля 1941 года румынские войска расстреляли около тысячи евреев-жителей Маркулешт возле противотанковых окопов на окраине. В гетто были согнаны около 11 тысяч евреев из окрестных сёл.
В послевоенный период посёлок был восстановлен. В 1952 Маркулешты получили статус посёлка городского типа. Во времена СССР в Маркулештах базировалась истребительная авиация Одесского военного округа (86-й гвардейский истребительный авиаполк). Статус города Маркулешты получили в 1994 году. В 2004 году военная база переоборудована в аэропорт гражданского назначения.
В 2008 году власти Молдовы решили создать на базе бывшего военного аэродрома свободную экономическую зону.
В 2010 году в городе был открыт памятник жертвам Холокоста.

## Инфраструктура
В городе находится военная база «Дечебал» и аэродром.

## Известные люди
- Еврейский писатель и педагог Шломо Гилельс с 1902 по 1917 год служил директором средней школы в Маркулештах
- Сорокский раввин Нисл (Нисон Мордкович) Колкер родился в Маркулештах в 1851 году, публично расстрелян нацистами в первые дни оккупации города Сороки (1941)
- Раввин и общественный деятель Иегуда-Лейб Маймон-Фишман родился в Маркулештах в 1875 году
- Пионер, лидер и теоретик женского рабочего движения в Палестине Ада Маймон Фишман родилась в Маркулештах в 1893 году
- Аргентинская поэтесса Луиза С. Мондшайн-Халфон родилась в Маркулештах в 1903 году
- Еврейский поэт Меер Харац провёл детство и юность в Маркулештах, автор большой поэмы «Маркилэшт» (Маркулешты, идиш)
- В Звёздном городке у тандема космонавтов Горбатко—Хрунов была кличка «Маркулешты», так как оба служили в воинской части города и отсюда прошли по конкурсу в отряд космонавтов[5].
- Полковник 96-го казачьего полка Геннадий Котов, участвовавший в войнах в Приднестровье (на стороне ПМР) и Боснии (на стороне Республики Сербской).